# José Santos Lincomán
José Santos Segundo Lincomán Inaicheo (Compu, Chile, 25 de noviembre de 1910 - Compu, 7 de julio de 1984) fue un lonco y poeta huilliche chilote.

## Biografía
Nació en Compu, en las cercanías del pueblo de Quellón, en el sureste de la Isla Grande de Chiloé; sus padres fueron José Santos Lincomán Loncuante y María Inaicheo Teca. Se casó con Alicia Inaicheo y tuvieron seis hijos.
En 1937, durante el gobierno de Pedro Aguirre Cerda, asumió el cargo de cacique de Compu y procuró conseguir que se terminara el pago de contribuciones que se debían pagar por el fundo (predio) Coihuín en que residía la comunidad huilliche constituida en Compu y que se reconociera el "título realengo" entregado por funcionarios de la corona española a Miguel Inaicheo en 1823 e ignorado por las autoridades chilenas el año 1900, cuando declararon los terrenos propiedad fiscal. En búsqueda del reconocimiento de los derechos de propiedad de las comunidades y de la restitución de los terrenos expropiados y luego vendidos, Lincomán y los loncos Antonio Huenteo de Huequetrumao y Abelardo Chiguay de Yaldad, enviaron una carta con esta petición al presidente Gabriel González Videla en 1946. Sin embargo, la situación continuó sin resolverse y en 1980 Lincomán pidió que la comunidad recibiera un título colectivo sobre 12000 hectáreas exentas de contribuciones, sin embargo, las autoridades de la época entregaron títulos individuales entre 1982 y 1986 y dividieron el predio en tres partes.
Fue detenido varias veces por sus actividades de protesta por la recuperación de tierras huilliches, la última vez se debió a la serie de detenciones ordenadas luego del Golpe de Estado de 1973 que dio inicio al gobierno dictatorial  de Augusto Pinochet. En 1980 se creó el Consejo General de Caciques de Chiloé y él fue elegido Cacique Mayor.
Se conocen 43 textos líricos y 4 narraciones de su autoría, todas publicadas de forma póstuma. De estas composiciones, un poema tomado de la tradición oral fue escrito en castellano y mapudungun y otro solamente en mapudungun. Se ha dicho de la poesía de José Santos Lincomán que media en el conflicto entre oralidad y escritura, con lo cual su discurso es híbrido, y que él es uno de los iniciadores de la poesía mapuche intercultural, un puente entre el ülkantufe (cantante tradicional) y el poeta que escribe bajo la influencia occidental. Entre los rasgos formales de sus composiciones se encuentran el uso de métrica regular y la tendencia a usar la rima asonante alternada,, al modo de los romances, que en Chiloé se denominan "corridos". De sus cuatro textos en prosa, tres pueden considerarse epew (relato fantástico didáctico) y uno un nütram (relación de un suceso).
Sus escritos abordan los problemas y aspiraciones del pueblo huilliche y mantiene en ellos la conciencia de ser una autoridad política y contienen ideas tomadas del ideario comunista tanto como aspiraciones de autonomía indígena.
Su poema "Me gusta el mar" fue musicalizado y es interpretado por grupos folclóricos como Llauquil de Quellón, mientras que el canto "Hacha de piedra / Kachal kura", que Lincomán recogió de la tradición oral y puso por escrito en versión bilingüe, ha sido musicalizado por el grupo Armazón en el disco de canto ceremonial huilliche Gülkantun. Asimismo, el cantautor Héctor Leiva de Quellón compuso una pericona en su honor, llamana "Pericona por Lincomán". Otros poemas como "Los tres marineritos chilotes", "Así llegará la paz" o "Desagravio al chilote" fueron musicalizados e interpretados por el grupo Los Remeros de Compu, que estuvo compuesto por familiares de Lincomán.

## Obras
- Canciones y poemas de un lonco huilliche de Chilhué. s.f. OPDECh, Oficina Promotora del Desarrollo Chilote.
- Poesía y cuento. 1990. OPDECh, Oficina Promotora del Desarrollo Chilote.